# Paus Honorius IV
Honorius IV, geboren als Giacomo Savelli (Rome, ca. 1210 - aldaar, 3 april 1287) was paus van 2 april 1285 tot aan zijn overlijden 1287.
Honorius werd in 1261 kardinaal gecreëerd (met als titelkerk de Santa Maria in Cosmedin) en nam deel aan het Tweede concilie van Lyon (1274). Beter dan zijn voorganger paus Martinus IV trachtte hij de moeilijkheden van de Anjou-politiek op Sicilië en in Napels op te lossen.
Hij was de achterneef van paus Honorius III en was, ten tijde van zijn verkiezing nagenoeg geheel verlamd.
Cursief: tegenpaus